# Onthophagus subalternans
Onthophagus subalternans là một loài bọ cánh cứng trong họ Bọ hung (Scarabaeidae).